# Bábca
Bábca (románul: Babța) falu Romániában. Szatmár megye egyik települése. Közigazgatásilag Bogdánd (Bogdand) község része. Szatmárnémetitől délre fekszik.

## Története
Bábca neve már 1383-ban előfordult, Babochaként. Ekkor mint királyi oláh falut említették egy  határjárással kapcsolatban. 1424-ben a Drágfi család birtoka volt, Kisbabocsaként írták nevét. 1451-ben Kusalyi Jakcs László fiai és Báthory Szaniszló fia István birtokperében a települést Báthory Szaniszló fiának Istvánnak ítélték.
1555-ben már népes hely lehetett, mivel ekkor már két falu létezett itt: Kisbaboczia és Nagbaboczia, 1682 előtt pedig Alsó-Babocza és Felső-Babocza néven. Alsó- és Felsőbabocza Várad török uralomra jutásakor, 1682 körül elpusztult. A XVII. század közepén puszta hely volt; a fennmaradt oklevelek mint Babocsa puszta faluhelyet említették. A falu nehezen települt újra, melyet a fennmaradt adatok is alátámasztanak: a XVII. század elejéről Bik alatt való jobbágyok száma címmel fennmaradt összeírás szerint Baboczán mindössze 5 jobbágyot számoltak össze, ebből is kettő "jövevény" volt.
Szolnok vármegye 1712. augusztus 10-i, Vérvölgyön tartott közgyűlése két évre felmentette Babocsát (Bábcát) az adó alól, hogy ezzel is segítse a lakosság gyarapodását. Az 1797-es hadi összeíráskor Bábcza község főbb birtokosai gróf Gyulai József, Bornemissza József, gróf Bethlen Sámuel és László, Baranyi József voltak.
1890-ben 916 lakosa volt, ebből 4 magyar, 32 német, 880 oláh, melyből 2 római katolikus, 880 görögkatolikus, 1 református, 33 izraelita. A falu házainak száma ekkor 157 volt. 1919-ig Magyarországhoz tartozott, Szatmár vármegye részeként. 1910-ben 1088 román és magyar lakosa volt.  1992-ben 1053 román és magyar nemzetiségű lakos lakta.

## Nevezetességek
- Görögkatolikus fatemploma – 1815-ben épült. Anyakönyvet 1824-től vezetnek.